# Magnolia (New Jersey)
Pour les articles homonymes, voir Magnolia (homonymie).
Magnolia est un borough situé dans le comté de Camden, dans l'État du New Jersey, aux États-Unis.

## Démographie
En 2021, la population était de 4 352 habitants.